# پرهام مقصودلو
پرهام مقصودلو (زادهٔ ۲۲ مرداد ۱۳۷۹ در گرگان) استاد بزرگ شطرنج ایران است، که سه مرتبه در سالهای ۱۳۹۵، ۱۳۹۶ و ۱۴۰۰ قهرمان شطرنج ایران شده است. وی در مسابقات شطرنج قهرمانی جوانان جهان در سال ۲۰۱۸ توانست با کسب ۹٬۵ امتیاز از ۱۱ دیدار خود، قهرمان جوانان جهان شود. او پس رقابتهای شطرنج جایزه بزرگ شارجه در سال ۲۰۲۱ به دومین بازیکن تاریخ شطرنج ایران تبدیل شد، که به ریتینگ بالای ۲۷۰۰ دست پیدا کرده است. وی در آوریل ۲۰۲۴، در رده هیجدهم شطرنج جهان و رده اول شطرنج‌بازان ایران قرار دارد.

## زندگی شخصی
پرهام مقصودلو در یک خانواده فرهنگی پرورش یافت. پدرش کارمند بانک و مادرش معلم آموزش و پرورش است. او در مدرسه تیزهوشان تحصیل کرده و قصد داشت رشته داروسازی را انتخاب کند، اما شطرنج حرفه ای مانع از رسیدن به هدفش شد.
مقصودلو در تابستان ۱۴۰۲ ازدواج کرد. همسر وی ساناز اسماعیلی، شطرنج باز نیمه حرفه ای و داور شطرنج است.

## زندگی ورزشی
مقصودلو شطرنج را از ۹ سالگی آغاز کرد. پس از ثبت‌نام در کلاس شطرنج، وی اصول اولیه شطرنج را نزد اولین مربی‌اش منوچهری فرا گرفت و توانست ظرف مدت کوتاهی قهرمان استان شود.
مقصودلو در سال ۱۳۹۴ در حالی که در آستانه قهرمانی مسابقات کشوری بود، در نهایت پس از علیرضا فیروزجا و آرین غلامی روی سکوی سوم ایستاد. اما در سال‌های ۱۳۹۵ و ۱۳۹۶ قهرمان شطرنج ایران شد.
او در تیر ماه سال ۱۳۹۵ و در جام ستارگان در انزلی توانست با عبور از Rating (امتیاز) ۲۵۰۰ شرایط استاد بزرگی‌اش را تکمیل کند؛ و در شهریور ۱۳۹۵ (در سن ۱۶ سال و ۱ ماه) توسط فدراسیون جهانی شطرنج رسماً به درجه استاد بزرگی رسید. در تورنمنت جام ستارگان در بندر انزلی شطرنج‌بازانی از جمله نایجل شورت انگلیسی نایب قهرمان شطرنج جهان حضور داشتند؛ و مقصودلو در بخش شطرنج برق‌آسا توانست او را شکست دهد. وی پس از آن عنوان جوانترین استاد بزرگ تاریخ شطرنج ایران را در اختیار گرفت؛ رکوردی که در فروردین سال ۱۳۹۷ توسط علیرضا فیروزجا (در سن ۱۴ سال و ۱۰ ماه) شکسته شد.
مقصودلو نخستین حضورش در المپیاد جهانی شطرنج که معتبرترین رویداد تیمی جهان محسوب می‌شود را در شهریور ۱۳۹۵ تجربه کرد. او روی میز ۲ نشست و توانست رقابت‌ها را بدون شکست پشت سر بگذارد و ریتینگ خود را افزایش دهد. ایران با درخشش مقصودلو و سایر بازیکنان نوجوان با قرار گرفتن در جایگاه شانزدهمی جهان بهترین نتیجه خود در تاریخ را به دست آورد و قهرمان دسته B رقابت‌ها شد.
وی سپس در المپیاد نوجوانان جهان به دو مدال طلا دست یافت و به همراه ایران قهرمان جهان شد. پس از سال‌ها او توانست در آغاز سال ۲۰۱۸ مقام نخست مسابقات بین‌المللی شطرنج در مومبای هند را به دست بیاورد. ویشی آناند قهرمان سابق جهان شخصاً جایزه مقصودلو را به او تقدیم کرد تا به گفته خودش روزی به یادمانی در شطرنج او رقم خورده باشد. قهرمانی در جام یادبود مارگاریان و نتیجه قابل قبول در سوپر تورنمنت معتبر ایروفلوت در روسیه باعث شد که مقصودلو سرانجام در رده‌بندی فیده در ماه مارس ۲۰۱۸ از ریتینگ ۲۶۰۰ عبور کند و در جایگاه دهمین بازیکنان جوان جهان قرار بگیرد. پیش از این احسان قائم مقامی و الشن مرادی موفق به عبور از ریتینگ ۲۶۰۰ شده بودند. مقصودلو که مهارت خاصی در رقابت‌های برق‌آسا (بلیتس) دارد، در بخش بلیتس رقابت‌های ایروفلوت موفق به شکست سرگی کاریاکین نایب قهرمان جهان شد. عملکرد او در بلیتس باعث شد ریتینگ او به عدد ۲۷۱۳ برسد.
مقصودلو در مسابقات مسترز شارجه در سال ۲۰۱۸ با هزینه شخصی شرکت کرد. هفت پیروزی پیاپی برابر بزرگان شطرنج دنیا باعث شد تا توجه جهانیان به درخشش نوجوان نابغه ایرانی جلب شود. پولگار چند بار در توئیتر خود به عملکرد مقصودلو اشاره کرد. پرهام در شارجه در حضور ۷ سوپر استاد بزرگ (ریتینگ بالای ۲۷۰۰) با اقتدار قهرمان شد و ریتینگ خود را به به ۲۶۳۶ افزایش داد. از جمله دیدارهای او پیروزی با مهره سیاه برابر گاوین جونز انگلیسی، نویسنده کتاب "چگونه بر دفاع سیسیلی غلبه کنیم"، بود که اتفاقاً با همان دفاع سیسیلی شطرنج‌باز نامدار انگلیسی (ریتینگ ۲۶۷۵) را مقهور قدرت خویش کرد.

## قهرمانی جوانان جهان
مقصودلو در مسابقات شطرنج قهرمانی جوانان جهان در سال ۲۰۱۸ به میزبانی ترکیه شرکت کرد و توانست با ۹ پیروزی، یک تساوی و یک شکست به مقام قهرمانی برسد. تنها باخت مقصودلو در این رقابت‌ها در دور پایانی درحالی بود که عنوان قهرمانی‌اش مسجل شده بود. مقصودلو در این رقابت‌ها به لایو ریتینگ ۲۶۹۰ دست یافت.

## بازی‌های آسیایی هانگژو ۲۰۲۲
در بازی‌های آسیایی هانگژو ۲۰۲۲، که با یک سال تأخیر به دلیل کرونا در سال ۲۰۲۳ برگزار شد، پرهام مقصودلو به عنوان کاپیتان ایران روی میز یک تیم ملی ایران بازی کرد و با نمایشی درخشان و کسب ۶ پیروزی و ۳ تساوی و بدون باخت، برای اولین بار شطرنج ایران را در بازی‌های آسیایی به مدال طلا رساند. مقصودلو در این رقابت‌ها حریفان قدرتمندی از جمله گوکش از هند، کوانگ لیم از ویتنام و وی یی از چین که همگی سوپراستاد بزرگ و ریتینگ بالاتر از ۲۷۰۰ داشتند را شکست داد. به لطف این بردهای با ارزش ایران موفق شد تیم‌های قدرتمند چین و ازبکستان را شکست داده و با هند و ویتنام مساوی کند و بالاتر از تمام این تیم‌ها به مدال طلای تیمی دست پیدا کند.
مقصودلو در بخش انفرادی نیز در رقابت‌های رَپید شرکت کرده بود، اما در میانه مسابقات انصراف داد تا برای بخش تیمی با آمادگی حاضر شود. دلیل این مسئله کسالت اعلام شده بود.

## افتخارات
- قهرمان شطرنج ایران، ۱۳۹۵، ۱۳۹۶ و ۱۴۰۰
- قهرمان مسابقات آزاد مومبای هند، دی ۱۳۹۶
- قهرمان مسابقات جام یادبود مارگاریان، دی ۱۳۹۶
- قهرمان مسابقات مسترز شارجه، فروردین ۱۳۹۷
- قهرمان مسابقات شطرنج قهرمانی جوانان جهان، شهریور ۱۳۹۷
- قهرمان مسابقات لئون اسپانیا، تیر ۱۳۹۸[۱۹]
- قهرمان مسابقات شطرنج بازی‌های آسیایی هانگژو ۲۰۲۳